# ليلى حمادة
ليلى حمادة (مواليد 15 ديسمبر 1951)، هي ممثلة مصرية.

## عن حياتها
ولدت في القاهرة، اكتشفتها ماما سميحة مديرة عام برامج التليفزيون وقدمتها للشاشة الصغيرة في برامج الأطفال وهي لا تزال في الخامسة، حصلت على بكالوريوس الاقتصاد والعلوم السياسية عملت في التليفزيون، اكتشفها رمسيس نجيب في فيلم امبراطورية ميم تزوجت واعتزلت السينما في بداية التسعينيات ثم عادت إلى التمثيل من خلال الإذاعة، لم تستفد من جمال وجهها في الصعود إلى الأدوار الأولى وجسدت دور الفتاة الرقيقة الحالمة أو صديقة البطلة.

## من أعمالها
- عودة الروح.
- الشهد والدموع.
- بلاط الشهداء (مسلسل).
- مارد الجبل.
- خان الخليلي.

المفسدون في الأرض .
- إمبراطورية ميم.
- حب أحلى من حب.
- صائد النساء (فيلم).
- أذكياء لكن اغبياء.
- جنس ناعم.
- و لا يزال التحقيق مستمرا.
- ضمير ابله حكمت.

## روابط خارجية
- ليلى حمادة على موقع الدهليز
- ليلى حمادة على موقع قاعدة بيانات الأفلام العربية